# المحثوث (السوادية)

تعديل مصدري - تعديل

المحثوث هي إحدى قرى عزلة ال منصور بني وهب بمديرية السوادية التابعة لمحافظة البيضاء، بلغ تعداد سكانها 152 نسمة حسب تعداد اليمن لعام 2004.